# Puymiclan
Puymiclan est une commune du Sud-Ouest de la France, située dans le département de Lot-et-Garonne, en région Nouvelle-Aquitaine.

## Géographie

### Localisation
La commune est située à 14 km à l'est de Marmande sur la route D 641.

### Communes limitrophes
Les communes limitrophes sont Montignac-Toupinerie, Agmé, Birac-sur-Trec, Gontaud-de-Nogaret, Saint-Barthélemy-d'Agenais, Seyches et Virazeil.
|                | Seyches            | Montignac-Toupinerie       |
| Virazeil       | Puymiclan          | Saint-Barthélemy-d'Agenais |
| Birac-sur-Trec | Gontaud-de-Nogaret | Agmé                       |

### Hydrographie
La commune est traversée par le Trec, affluent de la Garonne.

### Climat
Pour des articles plus généraux, voir Climat de la Nouvelle-Aquitaine et Climat de Lot-et-Garonne.
Historiquement, la commune est exposée à un climat océanique aquitain.  
En 2020, Météo-France publie une typologie des climats de la France métropolitaine dans laquelle la commune est exposée à un climat océanique et est dans la région climatique Aquitaine, Gascogne, caractérisée par une pluviométrie abondante au printemps, modérée en automne, un faible ensoleillement au printemps, un été chaud (19,5 °C), des vents faibles, des brouillards fréquents en automne et en hiver et des orages fréquents en été (15 à 20 jours).
Pour la période 1971-2000, la température annuelle moyenne est de 12,9 °C, avec une amplitude thermique annuelle de 15,1 °C. Le cumul annuel moyen de précipitations est de 783 mm, avec 11,2 jours de précipitations en janvier et 6,5 jours en juillet. Pour la période 1991-2020, la température moyenne annuelle observée sur la station météorologique la plus proche, située sur la commune de Verteuil-d'Agenais à 9 km à vol d'oiseau, est de 13,8 °C et le cumul annuel moyen de précipitations est de 821,3 mm,. Pour l'avenir, les paramètres climatiques de la commune estimés pour 2050 selon différents scénarios d’émission de gaz à effet de serre sont consultables sur un site dédié publié par Météo-France en novembre 2022.

## Urbanisme

### Typologie
Au 1er janvier 2024, Puymiclan est catégorisée commune rurale à habitat très dispersé, selon la nouvelle grille communale de densité à sept niveaux définie par l'Insee en 2022.
Elle est située hors unité urbaine. Par ailleurs la commune fait partie de l'aire d'attraction de Marmande, dont elle est une commune de la couronne,. Cette aire, qui regroupe 48 communes, est catégorisée dans les aires de 50 000 à moins de 200 000 habitants,.

### Occupation des sols

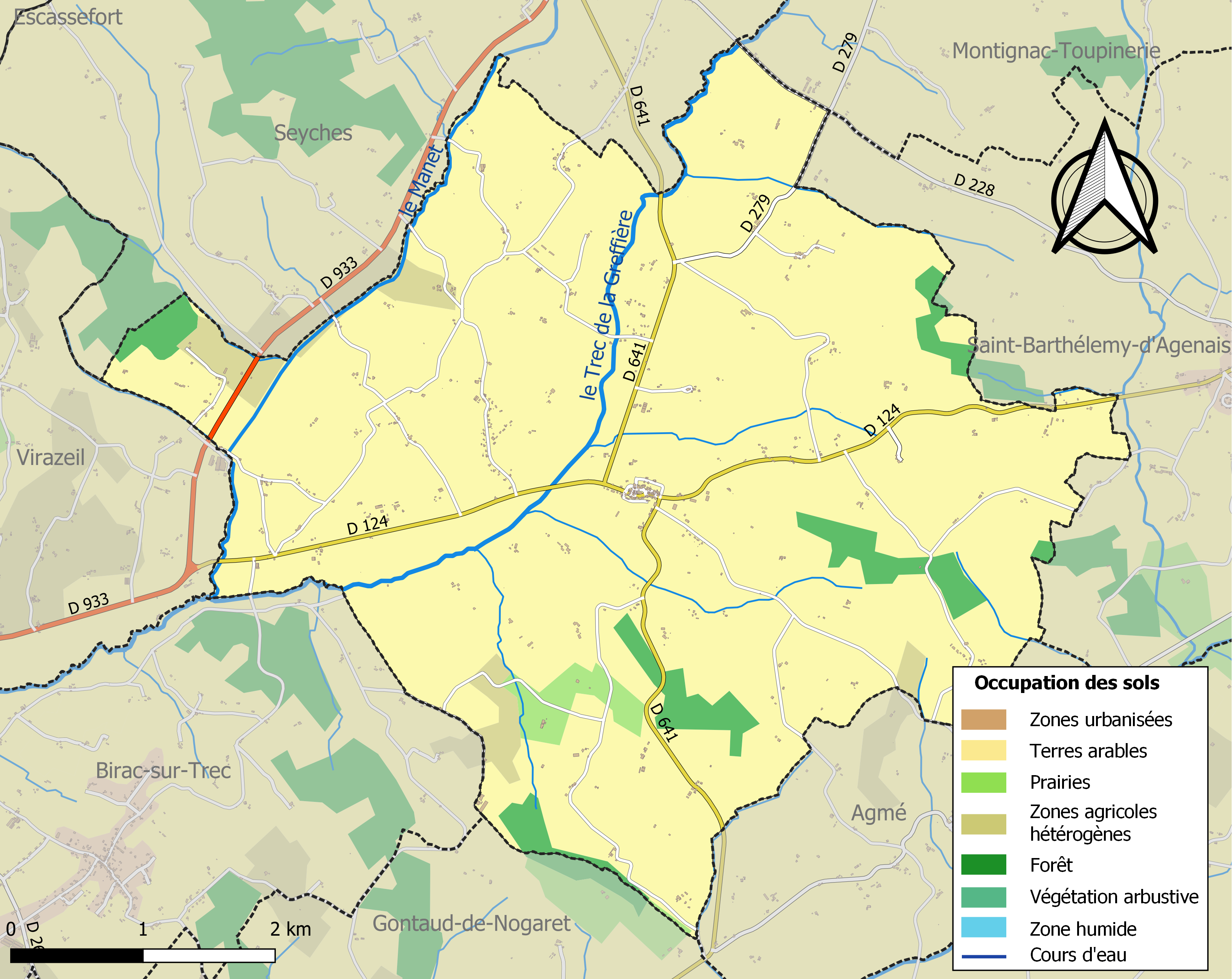
Carte des infrastructures et de l'occupation des sols de la commune en 2018 (CLC).

L'occupation des sols de la commune, telle qu'elle ressort de la base de données européenne d’occupation biophysique des sols Corine Land Cover (CLC), est marquée par l'importance des territoires agricoles (95,7 % en 2018), une proportion sensiblement équivalente à celle de 1990 (95,8 %). La répartition détaillée en 2018 est la suivante : 
terres arables (91,9 %), forêts (4,3 %), zones agricoles hétérogènes (2,5 %), prairies (1,3 %). L'évolution de l’occupation des sols de la commune et de ses infrastructures peut être observée sur les différentes représentations cartographiques du territoire : la carte de Cassini (XVIIIe siècle), la carte d'état-major (1820-1866) et les cartes ou photos aériennes de l'IGN pour la période actuelle (1950 à aujourd'hui).

### Risques majeurs
Le territoire de la commune de Puymiclan est vulnérable à différents aléas naturels : météorologiques (tempête, orage, neige, grand froid, canicule ou sécheresse), inondations, mouvements de terrains et séisme (sismicité très faible). Il est également exposé à un risque technologique, le transport de matières dangereuses. Un site publié par le BRGM permet d'évaluer simplement et rapidement les risques d'un bien localisé soit par son adresse soit par le numéro de sa parcelle.

#### Risques naturels
Certaines parties du territoire communal sont susceptibles d’être affectées par le risque d’inondation par une crue à  débordement lent de cours d'eau, notamment le Trec de la Greffière et le Manet. La commune a été reconnue en état de catastrophe naturelle au titre des dommages causés par les inondations et coulées de boue survenues en 1982, 1983, 1999 et 2009,.
Les mouvements de terrains susceptibles de se produire sur la commune sont des tassements différentiels.

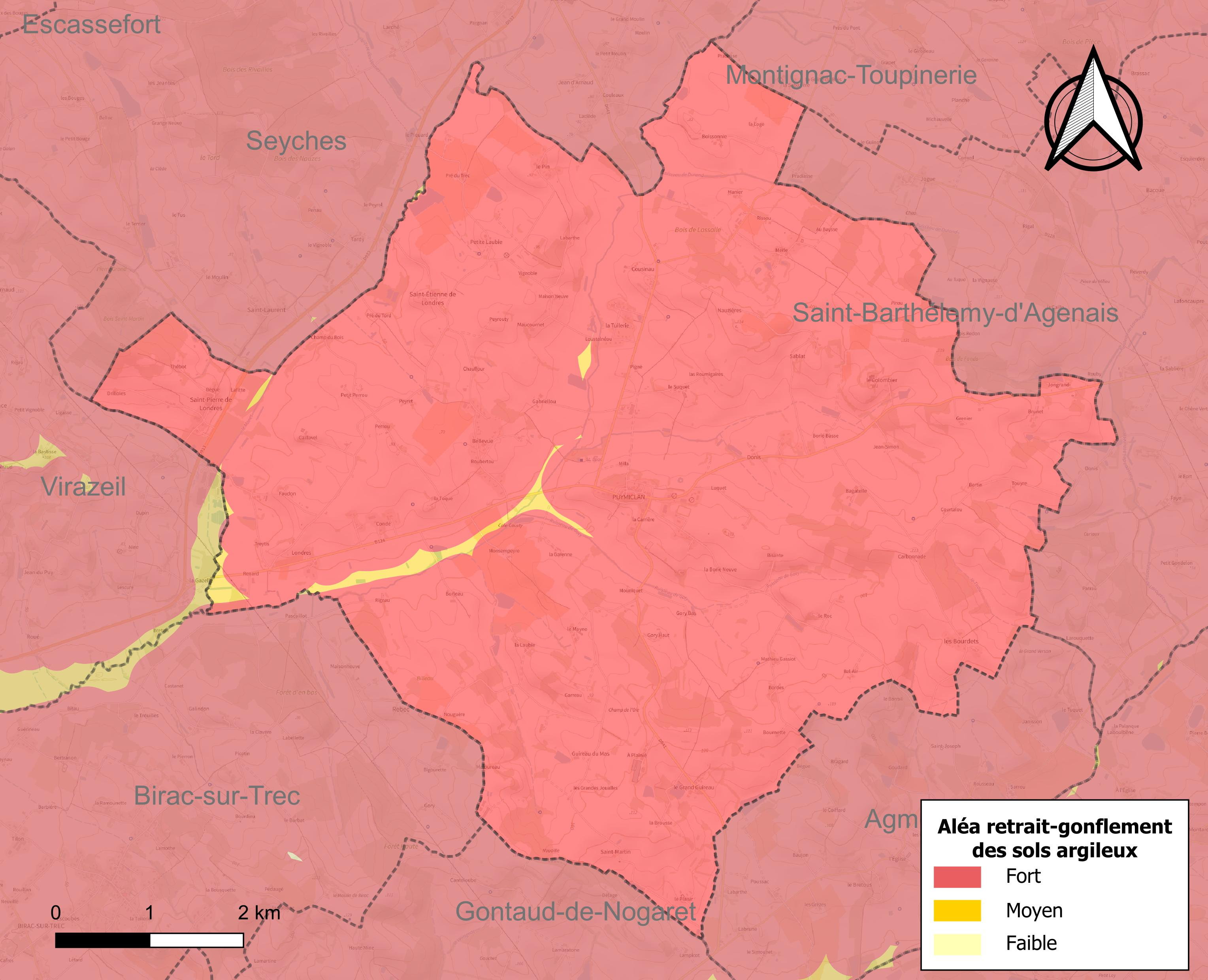
Carte des zones d'aléa retrait-gonflement des sols argileux de Puymiclan.

Le retrait-gonflement des sols argileux est susceptible d'engendrer des dommages importants aux bâtiments en cas d’alternance de périodes de sécheresse et de pluie. La totalité de la commune est en aléa moyen ou fort (91,8 % au niveau départemental et 48,5 % au niveau national). Depuis le 1er octobre 2020, en application de la loi ELAN, différentes contraintes s'imposent aux vendeurs, maîtres d'ouvrages ou constructeurs de biens situés dans une zone classée en aléa moyen ou fort,.
Concernant les mouvements de terrains, la commune a été reconnue en état de catastrophe naturelle au titre des dommages causés par la sécheresse en 2002, 2003, 2005, 2006 et 2011 et par des mouvements de terrain en 1999.

## Politique et administration
| Période                                  | Période  | Identité              | Étiquette   | Qualité                        |
| ---------------------------------------- | -------- | --------------------- | ----------- | ------------------------------ |
| 1876                                     | 1904     | Charlès-Valère Ricard | Républicain | Conseiller général (1892-?)    |
|                                          |          | …                     |             |                                |
| 1912                                     | 1914     | Charlès-Valère Ricard | Républicain | d°                             |
|                                          |          | …                     |             |                                |
| 1983                                     | 2001     | André Vidal           | PS          | Conseiller général (1976-2001) |
| mars 2001                                | 2008     | Pierre Camani         | PS          | Conseiller général (2001-2015) |
| mars 2008                                | mai 2020 | Michel Feyry          |             |                                |
| mai 2020                                 | En cours | Christine de Nadaï    |             |                                |
| Les données manquantes sont à compléter. |          |                       |             |                                |

## Démographie
Les habitants sont appelés les Puymiclanais.
L'évolution du nombre d'habitants est connue à travers les recensements de la population effectués dans la commune depuis 1793. Pour les communes de moins de 10 000 habitants, une enquête de recensement portant sur toute la population est réalisée tous les cinq ans, les populations de référence des années intermédiaires étant quant à elles estimées par interpolation ou extrapolation. Pour la commune, le premier recensement exhaustif entrant dans le cadre du nouveau dispositif a été réalisé en 2004.

En 2022, la commune comptait 707 habitants, en évolution de +10,47 % par rapport à 2016 (Lot-et-Garonne : −0,18 %, France hors Mayotte : +2,11 %).
| 1793  | 1800  | 1806  | 1821  | 1831  | 1836  | 1841  | 1846  | 1851  |
| ----- | ----- | ----- | ----- | ----- | ----- | ----- | ----- | ----- |
| 1 030 | 1 016 | 1 139 | 1 186 | 1 150 | 1 070 | 1 222 | 1 177 | 1 204 |

| 1856  | 1861  | 1866  | 1872  | 1876  | 1881  | 1886  | 1891 | 1896 |
| ----- | ----- | ----- | ----- | ----- | ----- | ----- | ---- | ---- |
| 1 265 | 1 177 | 1 184 | 1 080 | 1 047 | 1 063 | 1 010 | 977  | 923  |

| 1901 | 1906 | 1911 | 1921 | 1926 | 1931 | 1936 | 1946 | 1954 |
| ---- | ---- | ---- | ---- | ---- | ---- | ---- | ---- | ---- |
| 915  | 890  | 833  | 681  | 733  | 741  | 750  | 728  | 715  |

| 1962 | 1968 | 1975 | 1982 | 1990 | 1999 | 2004 | 2006 | 2009 |
| ---- | ---- | ---- | ---- | ---- | ---- | ---- | ---- | ---- |
| 690  | 657  | 602  | 575  | 565  | 568  | 536  | 535  | 565  |

| 2014 | 2019 | 2022 | - | - | - | - | - | - |
| ---- | ---- | ---- | - | - | - | - | - | - |
| 631  | 679  | 707  | - | - | - | - | - | - |

## Culture locale et patrimoine

### Lieux et monuments
La commune abrite ou a abrité jusqu'à six édifices religieux :
- L'église paroissiale est l'église Notre-Dame, localement appelée Notre-Dame-des-Pins, ancienne chapelle médiévale d'un château dont, aujourd'hui, il ne reste que des ruines ; elle est restaurée et son clocher surmonté d'une flèche, à la fin du XIXe siècle, par l'architecte Jean-Jules Mondet[26].
- L'ancienne église paroissiale, l'église Notre-Dame-de-Feuge, construite au XVIe siècle, est devenue une halle.
- L'église Saint-Pierre de Nozières, également construite au XVIe siècle, a beaucoup souffert des guerres de religion ; il n'en subsiste qu'une partie de sa façade et son portail[27].
- Église des Bourdets, appelée aussi Saint-Caprais-de-Guzon[28], qui date du XVIIe siècle n'est plus utilisée pour le culte ; elle présente un clocher-mur démesuré par rapport à la taille de la nef[29].
- L'église Saint-Étienne, dite localement Saint-Étienne-de-Londres, construite au XIIe siècle et d'architecture romane, a été remaniée et agrandie au XVe siècle[30].
- L'église Saint-Pierre-de-Londres, construite au XIIe siècle et d'architecture romane, a été presque entièrement détruite ; il n'en reste que la façade et le portail[31].
- Église Saint-Martin de Saint-Martin.

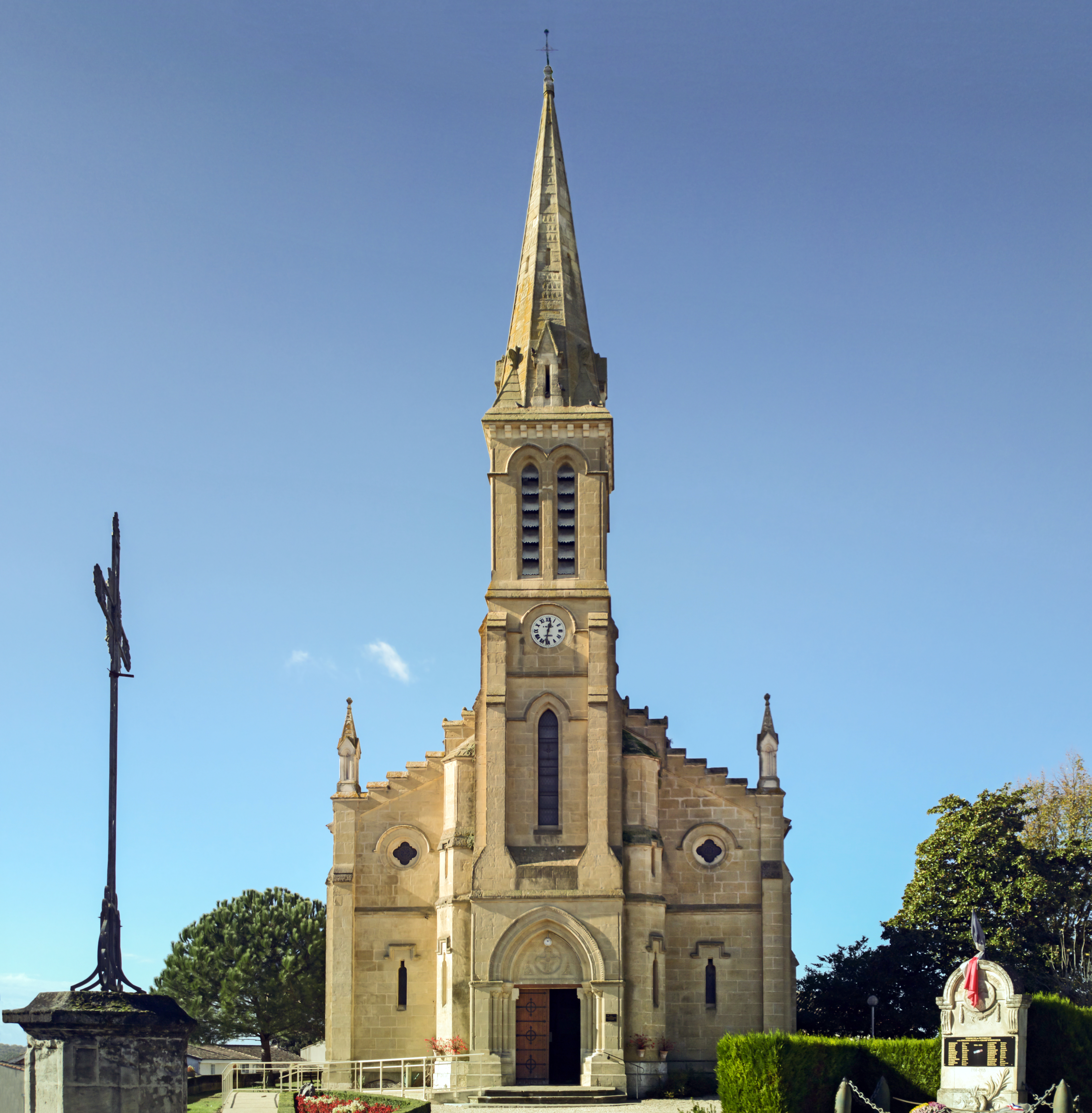
L'église Notre-Dame-des-Pins : la façade
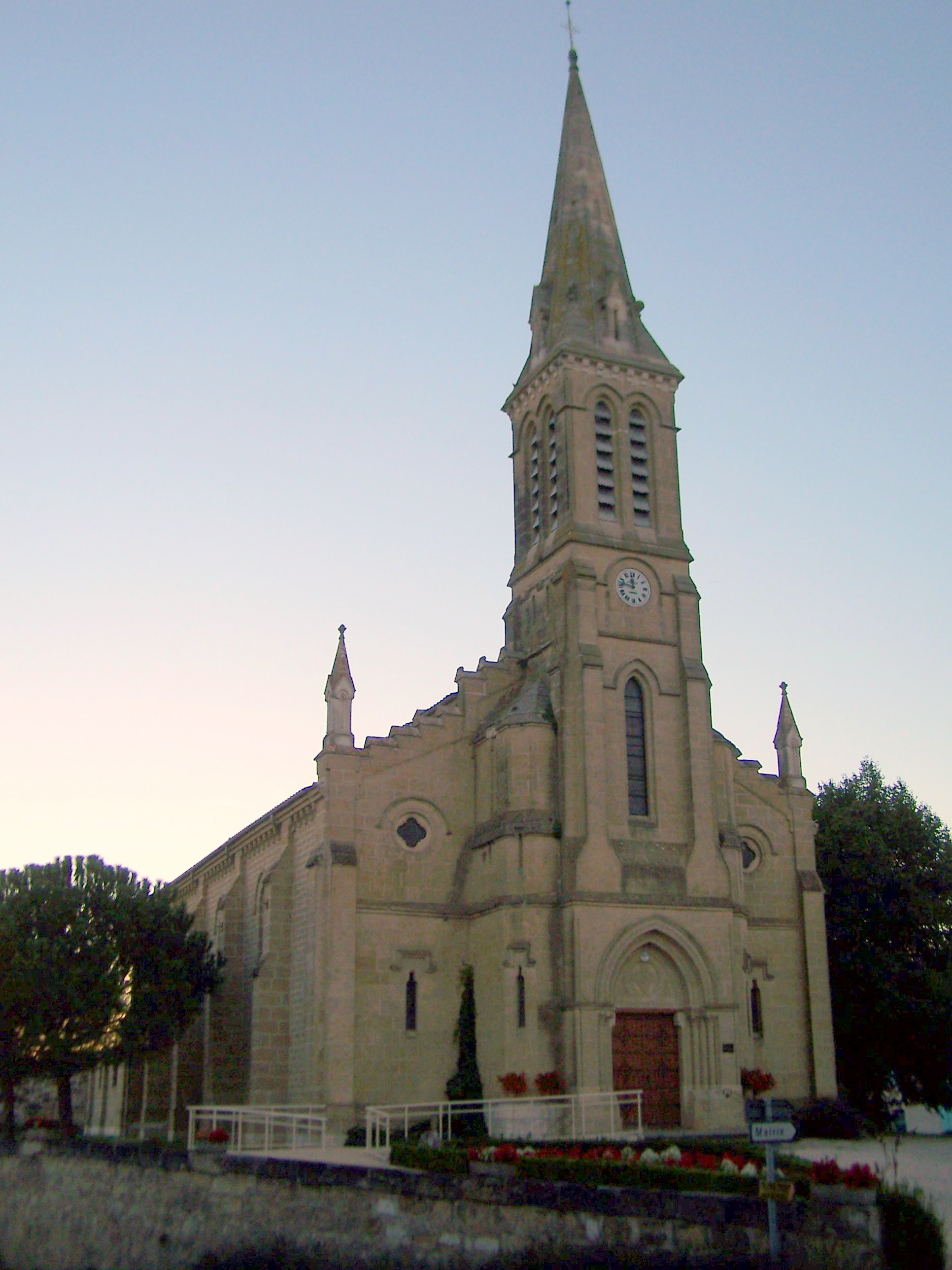
L'église Notre-Dame-des-Pins
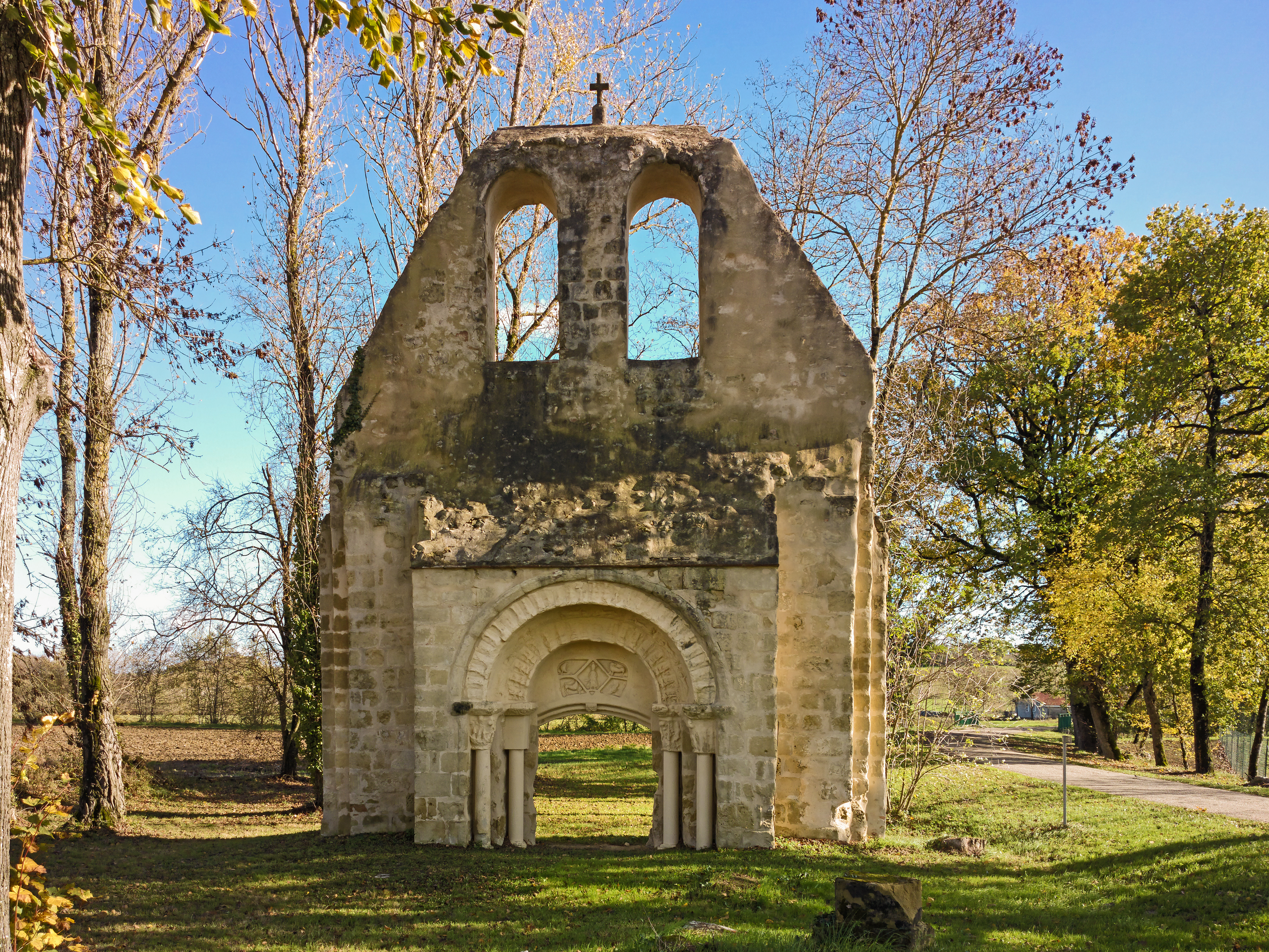
L'église Saint-Pierre-de-Londres, façade occidentale.
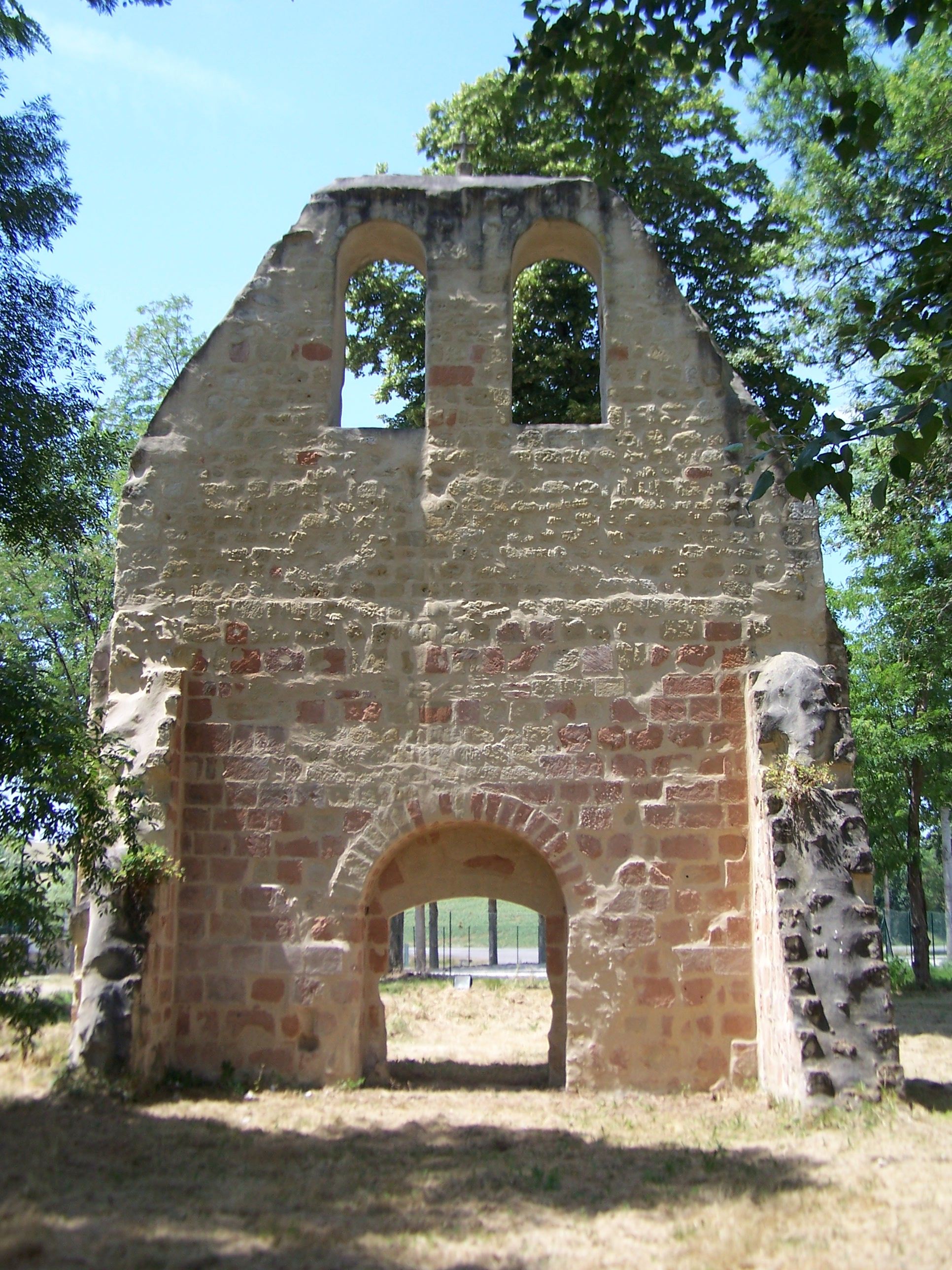
L'église Saint-Pierre-de-Londres, verso de la façade.
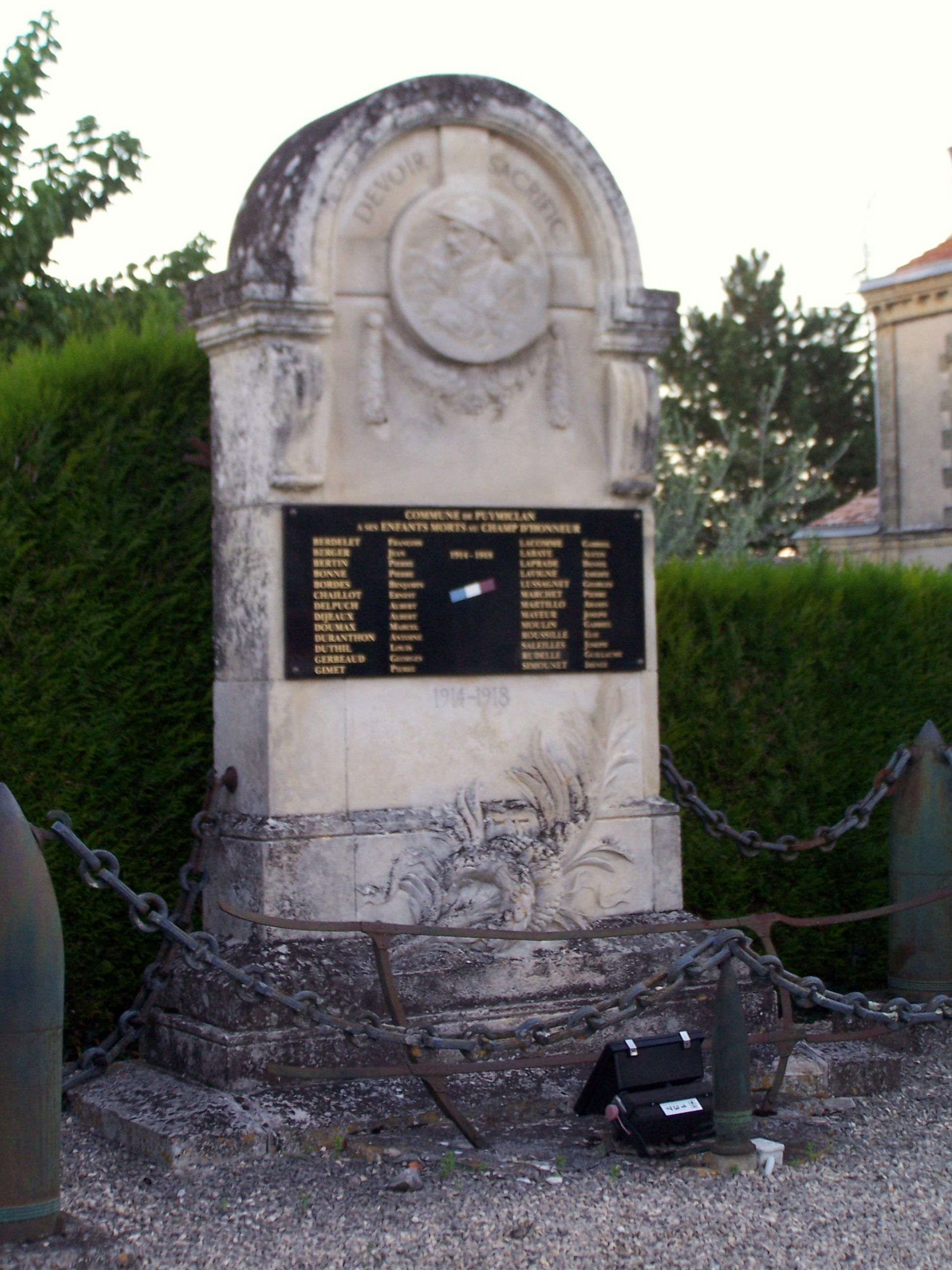
Le monument aux morts (septembre 2015)